# Золотой горшок
«Золотой горшок: сказка из новых времён» (нем. Der goldne Topf: Ein Märchen aus der neuen Zeit) — новелла немецкого писателя Э. Т. А. Гофмана в жанре литературной сказки, опубликованная в 1814 году в сборнике «Фантазии в манере Калло». Гофмана относят к поздним романтикам в немецкой литературе и называют романтическим реалистом, а «Золотой горшок» считается одним из характерных его произведений, обнаруживающих наряду с романтическими также и реалистические тенденции.
«Золотой горшок», одно из самых светлых произведений писателя, противопоставляет, по словам И. В. Миримского, прозаическому миру «гармонических пошляков» — законопослушных, самодовольных, трезвомыслящих филистеров романтический мир «положительных людей», представителей музыкальной половины человечества. Главный герой сказки — молодой студент Ансельм обладает уникальной способностью проникать благодаря фантазии в воображаемые миры и решается оставить мещанскую действительность ради жизни в поэзии.
Гофман написал «Золотой горшок» в Дрездене непосредственно в условиях освободительной войны с Наполеоном. Он считал «Золотой горшок» одним из самых удачных литературных произведений, шедевром. В течение десятилетия автор «Золотого горшка» был самым читаемым автором Германии. Наряду с «Песочным человеком» и «Мадемуазель де Скюдери» повесть «Золотой горшок» во многих землях Германии входит в обязательный школьный список для чтения.

## Сюжет

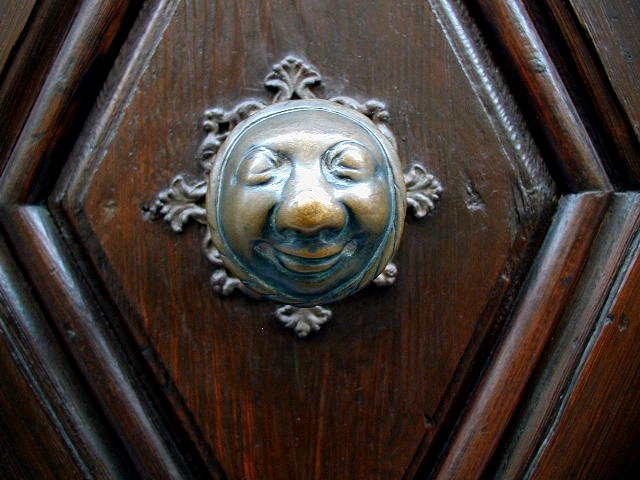
Ручка на двери бамбергского дома издателя Кунц, Карл Фридрих, где бывал Э. Т. А. Гофман

Наименование глав повести — вигилии — позаимствовано Гофманом из латыни, слово означает «ночное бдение», так автор показывает, что он работал над сказкой по ночам.

### Вигилия первая
Привлекательный, но испытывающий материальные трудности студент Ансельм наделён не только способностью совершать ошибки в самый решающий момент, но и даром видеть чудеса средь бела дня в центре Дрездена. В Вознесение, в три часа дня пополудни у Чёрных ворот он на бегу переворачивает корзину уродливой торговки яблоками. Оплатив причинённый ущерб, он поспешно покидает место происшествия, преследуемый криком торговки: «попадёшь под стекло, под стекло!..» Ансельм остаётся без денег, которые он намеревался потратить на народных гуляньях у Линковых купален. Но под кустом бузины на берегу Эльбы, где его охватывает послеобеденная дремота, Ансельму являются три поющие зеленовато-золотые змейки, дочери архивариуса на службе короля Саксонии Линдгорста, в облике которого на самом деле скрывается изгнанный в жалкую мещанскую повседневную жизнь царь саламандр. Ансельм влюбляется в одну из змеек — Серпентину.

### Вигилия вторая
Очнувшись от наваждения, Ансельм уже было собрался домой, когда его окликает знакомый — конректор Паульман. Последний приглашает Ансельма прокатиться по реке на лодке вместе с другом, регистратором Геербрандом и дочерью Паульмана Вероникой, которая влюблена в Ансельма. Во время речной прогулки Ансельм снова слышит голоса зелёных змеек, теперь плещущихся в водах Эльбы, и чуть было не прыгает за ними. Паульман удивлён поведением Ансельма, но Геербранд и Вероника обращают всё в шутку. Все вместе они отправляются в дом конректора, где музицируя проводят остаток вечера. Перед самым уходом регистратор Геербранд сообщает Ансельму, что некто архивариус Линдгорст ищет каллиграфа для копирования сложных арабских и коптских манускриптов. При посредничестве Геербранда Ансельм получает хорошо оплачиваемую в специесталерах работу у Линдгорста. На следующее утро он отправляется к дому архивариуса на Замковой улице. Однако, как только Ансельм собирается прикоснуться к дверному молотку, бронзовая фигура, к которой он прикреплён, принимает вид торговки яблоками, она издевается над ним и снова повторяет, что он попадёт под стекло. Шнур от дверного звонка обращается в змею и обвивает Ансельма, сжимая его всё сильнее и сильнее, тот теряет сознание. Ансельм приходит в себя в своей собственной постели, над ним стоит конректор Паульман и причитает: «Ради Бога, что Вы вытворяете, дорогой Ансельм!»

### Вигилия третья
Третья вигилия начинается рассказом архивариуса Линдгорста о любви юноши по имени Фосфор и прекрасной огненной лилии, выросшей в одинокой долине. Однако, когда Фосфор поцеловал её, она обратилась в новое существо и покинула его. Чёрный дракон взялся помочь Фосфору и вернул существо, оно снова обратилось в огненную лилию — теперь любовь причиняла ей острую боль. Фосфор сразился с драконом, чтобы освободить лилию, и победил его. Линдгорст утверждает, что это история его семьи, также он утверждает, что его брат «подался в драконы», но посетители кофейни (действие происходит в одной кофейне, которую Линдгорст посещает каждый вечер) не верят ему, считая всё это небылицей, и весело смеются. Лишь Ансельм, которого сюда привёл регистратор Геербранд, в надежде, что тот всё-таки поговорит с Линдгорстом, испытал чувство «таинственное и пронизывающее до мозга костей, вызывающее трепет». После произошедшего перед домом архивариуса Ансельм не решался снова идти к нему. В тот день конректор Паульман случайно обнаружил Ансельма в бессознательном состоянии, а некая старуха с корзиной, в которой были пирожки и яблоки, старалась помочь студенту. Конректор Паульман перевёз Ансельма домой. Ансельм после этого случая впал в глубокую тоску, и Паульман, Геербранд и даже Вероника ничего не могли поделать с этим. Как считал Геербранд, только работа у Линдгорста могла вернуть душевное равновесие Ансельму. Архивариус Линдгорст собирался уже выйти из кофейни, когда Геербранд представляет ему Ансельма. Архивариус отвечает, что рад знакомству, и тут же покидает их. Ансельм решает снова идти к Линдгорсту «…хотя бы против этого восстали тысячи бронзовых баб с яблоками!»

### Вигилия четвёртая
Ансельм, несмотря на принятое решение, так и не нашёл в себе силы прийти к архивариусу Линдгорсту. Он сделался нечувствительным к проявлениям обыденной жизни, ходит на берег Эльбы под бузинный куст и тоскует по зелёной змейке. Однажды он встречает там архивариуса Линдгорста, который интересуется, почему Ансельм не приходит к нему работать. Ансельм рассказывает архивариусу все свои приключения с того момента, когда он наткнулся на корзину торговки у Чёрных ворот. Он клянётся, что все чудеса случились с ним на самом деле и что он всегда будет верить в золотисто-зелёных змеек. Линдгорст заявляет, что три золотисто-зелёные змейки — его дочери, и что он догадывается, что Ансельм влюбился в одну из них — Серпентину. Он показывает Ансельму изумрудное зеркало, составленное из лучей света, исходящих из его перстня, и тот видит трёх золотых змеек. Однако волшебство длится недолго, Линдгорст натягивает перчатку на перстень с изумрудом и самым будничным тоном приглашает Ансельма начать у него работу. Он сообщает, что хорошо знает торговку — она постоянно вредит ему, архивариус даёт пузырёк с жидкостью, которую надо брызнуть ей в нос, если она снова появится в виде бронзового молотка. Архивариус прощается и исчезает волшебным образом, унесённый ветром, раздувшим его плащ, словно большая птица.

### Вигилия пятая
Вигилия пятая начинается утром в доме конректора Паульмана, у которого в гостях регистратор Геербранд. Конректор сокрушается о том, что Ансельм безнадёжен, регистратор возражает: студент уже несколько дней прилежно работает у Линдгорста, и вообще, он, может быть, когда-нибудь станет надворным советником. Этот разговор слышит Вероника, она предаётся мечтам, в которых видит себя супругой Ансельма, госпожой надворной советницей, живущей «в прекрасной квартире на Замковой улице, или на Новом рынке, или на Морицштрассе». В своих грёзах она получает от мужа подарок — прелестные золотые серёжки. Тем временем появляется Ансельм, он приятно удивляет конректора Паульмана и Веронику тем, что, вопреки обыкновению, рассказывает о своей изменившейся жизни, новых идеях, которые владеют им, твёрдо и разумно. Вскоре он уходит на работу у архивариуса при этом «с изящной ловкостью» целует руку Вероники. Вероника, воодушевлённая переменами в Ансельме, снова мечтает о жизни надворной советницы, но тут появляется «враждебный образ». Насмехаясь над тайными мыслями Вероники, он утверждает, что они напрасны, и Ансельм не любит её. Враждебный образ не оставляет её и тогда, когда она готовится к приходу подруг — барышень Остерс. Наконец, подруги Вероники появляются, старшая из них — Анжелика — делится своей радостью: наконец-то она имеет сведения о женихе, который в этот момент находится в действующей армии. Сведения ей дала старуха-ясновидящая, что прозревает, глядя в специальное металлическое зеркало. Вероника замышляет узнать об Ансельме у старухи (фрау Рауэрин), живущей у Озёрных ворот. В тот же вечер Вероника отправляется к фрау Рауэрин, оказавшейся уродливой ведьмой с ожогами на лице. Сначала старуха уговаривает Веронику перестать думать об Ансельме, однако девушка проявляет настойчивость: она не хочет советов, она хочет знать, что ждёт её в будущем. Тогда старуха удерживает уже собравшуюся уходить Веронику — она представляется её старой нянькой Лизой, и та, действительно, с удивлением узнаёт в ней свою няньку, которая много лет назад покинула дом конректора Паульмана. Теперь Лиза Рауэрин уверяет, что поможет отвратить Ансельма от зелёной змеи и поспособствует его браку с Вероникой. Для этого Вероника должна в зловещую ночь осеннего равноденствия пойти вместе с ней «на перекрёсток здесь недалеко, в поле», ведьма обещает нечто чудесное.

### Вигилия шестая
Ансельм всё-таки отправляется к архивариусу. Ему представляется, что он идёт туда только для того, чтобы увидеть Серпентину, а чтобы завоевать её, ему нужно выполнить трудную работу. Ансельм полон решимости, чтобы попасть в дом на Замковой улице, он брызгает жидкостью, переданной ему Линдгорстом, в бронзовую торговку, которая превращается после этого в обычный дверной молоток. Линдгорст радушно встречает студента и ведёт его к месту работы через чудесный зимний сад.
Под мягким руководством Серпентины Ансельм в библиотеке с пальмовыми деревьями успешно выполняет сложные копировальные работы к удовольствию своего работодателя. Таинственные манускрипты уносят восторженного Ансельма в волшебный мир мифического доисторического прошлого и отдаляют его от мещанских друзей.

### Вигилия седьмая
Старая ведьма с Чёрных ворот под маской порядочной торговки яблоками Лизы Рауэрин постоянно вмешивается «вражеским началом» в его жизнь. Вероника в ночь равноденствия приходит к старухе, они уходят в поле и там Рауэрин отливает волшебное металлическое зеркало. Один взгляд Вероники в металлическое зеркальце, которое отлила ведьма, возвращает талантливому помощнику-каллиграфу Линдгорста мелкобуржуазный менталитет. Зеркальце магическими силами перенаправляет любовь Ансельма с Серпентины на голубоглазую Веронику, которая воспользовалась сатанинским мастерством ведьмы, чтобы «владеть им полностью в мыслях и чувствах».

### Вигилия восьмая
Ансельм, много дней прилежно работавший над копированием манускриптов, получает от Линдгорста важное задание. Ему необходимо переписать рукописи, написанные особыми знаками. Линдгорст предупреждает Ансельма — необходимо быть очень осторожным и беречь оригинал, иначе его ждёт несчастье. Он предстаёт перед Ансельмом «в царском образе» и поощряет молодого человека следующими словами: «Есть у тебя испытанная вера и истинная любовь, так Серпентина тебе поможет!» Ансельм понимает, что с ним сейчас говорит сам князь духов, Линдгорст покидает его. Ансельм вглядывается в непонятные значки манускрипта и, чем больше он уделяет им внимания, тем более ясными становятся они и складываются в заглавие: «О браке Саламандра с зелёною змеею». Раздаётся звон хрустальных колокольчиков, и появляется Серпентина. Она садится рядом с Ансельмом и обещает ему, что скоро они будут вместе.
Серпентина сообщает, что её отец родом «из чудесного племени Саламандров» и от зелёной змеи у него три дочери. Много лет назад у правителя волшебной страны Атлантиды, князя духов Фосфора в услужении были «стихийные духи». Любимым духом князя был Саламандр, будущий отец Серпентины. В саду Фосфора он увидел лилию, внутри которой была спрятана её дочь — зелёная змейка. Саламандр в пылу страсти похитил дочь лилии и унёс её в замок Фосфора, которого просил сочетать их, чтобы его любимая была вечно с ним. Князь духов предупредил Саламандра, что от его любви зелёная змея обратится в новое существо и покинет его. Саламандр ослушался Фосфора и потерял змею, обезумев от горя он спалил сад Фосфора. В наказание Фосфор отправил Саламандра к земным духам, которые должны будут держать его в плену «пока снова не возгорится огненная материя и не прорвется из земли с тобою как новым существом». Старый садовник Фосфора, земной дух, заступился за Саламандра. Фосфор повелел вступить Саламандру в «скудную жизнь» человека, однако он будет помнить прошлую свою жизнь, снова встретит в кусте лилий свою возлюбленную, и она подарит ему трёх дочерей «которые будут являться людям в образе своей матери». Весной они будут петь в кусте бузины и среди людей отыщется юноша, расслышавший их пение, глаза одной из змеек зажгут в нём пламя любви, а вместе с ним «стремление к далекому чудному краю, к которому он сможет мужественно вознестись, лишь только он сбросит с себя бремя пошлой жизни». Все три дочери Саламандра должны обрести возлюбленных, и тогда он получит возможность вернуться к братьям в Атлантиду.
Окончив свой рассказ, Серпентина поцеловала Ансельма, и тот впал в забытьё, а очнувшись с удивлением увидел, что манускрипт оказался скопирован. В его непонятных знаках он узнал историю Саламандра из «волшебной страны Атлантиды». Тут в комнату вошёл архивариус Линдгорст, с удовольствием приняв работу Ансельма, он расплатился с ним и повёл его провести вечер в Линковых купальнях в обществе регистратора Геербранда.

### Вигилия девятая
Ансельм выпадает из повседневной жизни, не видится со знакомыми, с нетерпением ждёт каждый день начала работы — «двенадцатого часа, открывавшего ему его рай». Однако, поглощённый думами о Серпентине, волшебном царстве и Линдгорсте, он всё-таки иногда вспоминал Веронику, ему временами кажется, что она признаётся в любви и думает, как «вырвать его у тех фантомов, которые его только дразнят и издеваются над ним». Словно какая-то сила иногда толкала его к Веронике.  Чёрная магия торговки яблоками лишает Ансельма его «по-детски поэтического нрава», поэтому завораживающий волшебный сад в доме Линдгорста вдруг кажется ему убогим и безвкусным, и он решает добиваться руки Вероники, мечтающей об элегантной жизни «госпожи надворной советницы». Одного взгляда в волшебное зеркало в присутствии Вероники хватило Ансельму, чтобы вернуться к обычной жизни.
Ансельм, находящийся под глубоким воздействием магических манипуляций Вероники, уже не в состоянии выполнять свои обязанности копииста с должным энтузиазмом и вопреки предупреждениям Линдгорста ставит чернильную кляксу на ценном манускрипте. И тут сбывается проклятие, которое торговка яблоками наложила на Ансельма в комическом происшествии у Чёрных ворот: он попадает под стекло. Пальмовые деревья в библиотеке Линдгорста превращаются в изрыгающих пламя змей. Ансельм чувствует себя так, как если бы «потоки огня сгустились вокруг его тела и превратились в ледяную массу». Он впадает в беспамятство, а придя в себя, обнаруживает, что плотно закрыт в стеклянной бутыли на полке в библиотеке Линдгорста.

### Вигилия десятая
Глупая болтовня нескольких соучеников и практикантов, жалких неудачников, не подозревающих, что Линдгорст их тоже заточил в бутыли, демонстрирует ему убогую узость мещанской повседневности. Ансельм, сидя в стекле, становится очевидцем колдовской битвы, в которой Линдгорст успешно отстоял от притязаний ведьмы золотой горшок, получает свободу и падает в объятья Серпентины.

### Вигилия одиннадцатая
Прошло много времени — Ансельм не появляется в доме конректора Паульмана, Вероника страдает. Неожиданно, в двенадцать часов дня 4 февраля, к Паульманам приходит регистратор Геербранд при полном параде: «в новом, отличного сукна и модного фасона платье, в башмаках и шелковых чулках, несмотря на сильный мороз, и с большим букетом живых цветов в руках». Это день именин Вероники. Геербранд сообщает, что он стал надворным советником, и он просит её руки. Входит Вероника — Геербранд дарит ей цветы и серёжки, она признаёт в них те, «которым радовалась несколько месяцев тому назад»
в своих мечтах. Вероника с радостью принимает предложение Геербранда. Она рассказывает, что любила Ансельма, а, когда регистратор Геербранд сказал, что студент может стать надворным советником, сочла, что только он и может быть её мужем. Чтобы удержать любовь Ансельма, которого отдаляли от неё «чуждые, враждебные существа», она прибегла к колдовству Лизы Рауэрин, однако теперь Вероника «отрекается от всех сатанинских чар». Её волшебное зеркало разбилось в то мгновение, как старуха была побеждена Саламандром.

### Вигилия двенадцатая
Ансельм, удалившийся с Серпентиной в Атлантиду, где расцветшая в золотом горшке лилия хранит их вечную любовь, вырастает из студента в поэта, познаёт в «святой гармонии всех существ сокровенную тайну природы» и исчезает для своих друзей-мещан. Вероника отрекается от всех сатанинских сил и находит утешение в регистраторе Геербранде, который как раз получил повышение в надворные советники.
Автору, безнадёжно застрявшему в повествовании сказки, требуется помощь архивариуса Линдгорста, чтобы закончить последнюю двенадцатую вигилию. Автор, присутствовавший на свадьбе Ансельма в Атлантиде, жалуется на свою каморку под крышей и трудности жизни в бедности, и мудрый учёный муж даёт ему понять, что богатство Ансельма есть не что иное, как «жизнь в поэзии».

## История создания

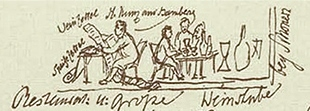
Господин Кунц, Карл Фридрих из Бамберга читает винную карту. Деталь рисунка Э. Т. А. Гофмана «Кунцева схема». 1815

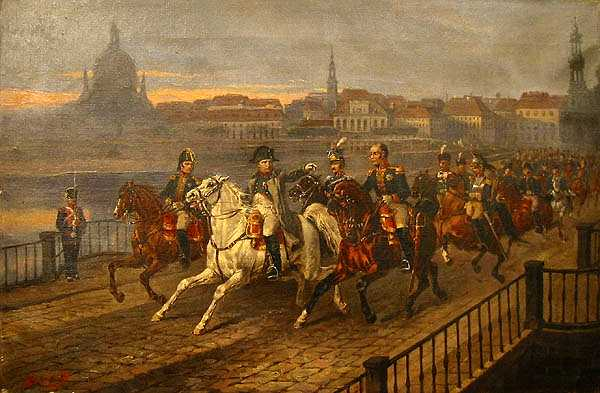
Ю. Бродовский. Переправа Наполеона через Эльбу. 1895

Весной 1813 года Э. Т. А. Гофман обрёл первого издателя в лице бамбергского виноторговца и своего собутыльника Карла Фридриха Кунца и по рекомендации И. Ф. Рохлица и Г. К. Гертеля получил должность капельмейстера в оперной труппе Йозефа Секонды, выступавшей в Дрездене и Лейпциге. Накануне переезда из Бамберга в Дрезден Гофман заключил с Кунцем 18 марта договор в отношении сочинений, изначально опубликованных во «Всеобщей музыкальной газете» («Кавалер Глюк», первые очерки и статьи «Крейслерианы» и «Дон Жуан»). Вместе с родственными статьями их планировалось объединить в сборник «Фантазии в манере Калло», Кунц получил право на издание ещё трёх следующих произведений. В договоре между автором и издателем, предусматривавшем для Гофмана небольшой гонорар в размере восьми рейхсталеров за печатный лист, сторонами фигурировали «Капельмейстер» и «Купец», поскольку и для Гофмана, и для Кунца литература была побочным занятием. «В моих делах я ставлю на сочинение музыки», — записал Гофман в дневник в 1812 году. Литературные труды в виде нескольких рассказов и рецензий, посвящённых музыке, занимали скромное место в его бамбергском периоде жизни, когда он сочинил мелодраму «Дирна», оперу «Аврора», мизерере на четыре голоса с оркестром, фортепианное трио, множество песен и музыкальных произведений для бамбергского театра. Долгосрочный договор заставил Гофмана интенсивно трудиться на литературном поприще, он исполнил свои обязательства по договору уже в 1815 году, когда были опубликованы все четыре тома «Фантазий».
Э. Т. А. Гофман отправился в Саксонию в апреле 1813 года, в это время там разворачивалась освободительная борьба шестой коалиции с Наполеоном. По пути в Дрезден он встречал русских и прусских солдат, в городе стал свидетелем боя между русскими и французскими войсками, на мосту через Эльбу видел Наполеона. Накануне битвы при Дрездене мысли аполитичного писателя были заняты сказкой о золотом горшке. «В это мрачное, роковое время» в письме от 19 августа 1813 года Гофман поделился с издателем планом включить в сборник «Фантазий» сказку, но без Шахерезады и «Тысячи и одной ночи», без тюрбанов и шальвар.
По задумке писателя, волшебная и чудесная сказка должна дерзко вторгнуться в обычную повседневную жизнь и подхватить её образы. Гофман уже наметил, что тайный архивариус Линдгорст окажется сердитым волшебником, а трёх дочерей, золотисто-зелёных змеек, он заключил в кристаллы и лишь на Троицын день отпускает понежиться три часа под солнышком на кусте бузины у подвесного сада, рядом с прохожими, спешащими за кофе или пивом. Но молодой человек в праздничном сюртуке, погружённый в мысли о заседании научного совета наутро, решил в тени этого куста перекусить булкой с маслом и оказался вовлечённым в бесконечно безумную историю любви к одной из зелёных змеек. Последовала помолвка и венчание, в приданое герой получил золотой ночной горшок с драгоценными камнями. Воспользовавшись им по назначению, он превратился в мартышку. Гофман признавался Кунцу во влиянии на него автора сатирических сказок Гоцци и скандинавского мифа о гиганте в образе дракона Фафнире. Кроме того, писатель собирался частично использовать в сказке идею ещё бамбергских времён — предположительно, на основе сообщений Кунца, сюжет о неисправимом неудачнике, сложившийся в 1812 году под влиянием переведённого в 1810 году романа Джеймса Бересфорда «Нищета человеческой жизни» (англ. The Miseries of Human Life), а прототипом выступил бамбергский городской чудак. Изначальные грубые элементы были впоследствии отброшены: ночной горшок, очевидно позаимствованный у феи Кристаллины из «Истории принца Бирибинкера» К. М. Виланда, облагородился и превратился в мифологически значимую цветочную вазу.
Ещё на стадии замысла Гофман был уверен, что «Золотой горшок» превзойдёт всё написанное им ранее, и, ещё не написав ни одной строчки сказки, в письме от 8 сентября заверял в этом Кунца. К началу ноября положение в занятом французами Дрездене было бедственным: ожидался артиллерийский обстрел с разрушительными последствиями, начались голод и эпидемия тифа. Французы отступили из города 10 ноября, и 26 ноября Гофман оставил в дневнике запись: «Удачно начал сказку „Золотой горшок“», — а в новогоднюю ночь, как свидетельствует дневник, переписывая сказку набело, он снова убедился, что она удалась. Вечер своего 38-го дня рождения 24 января Гофман приятно провёл в работе над пятой вигилией и сладких мыслях о славе. 7 февраля он сочинил «сложную» восьмую вигилию и полностью завершил работу над сказкой 15 февраля 1814 года, в полном удовольствии за стаканом пунша, который ему приготовила жена. 5 марта чистовой вариант последней части был отправлен издателю. Сказка увидела свет в конце 1814 года в третьем томе сборника «Фантазии в стиле Калло» под названием «Золотой горшок», во втором издании «Фантазий» в 1819 году название изменилось на «Золотой горшок: сказка из новых времён» и в 12-й вигилии был переписан небольшой пассаж. Ещё в феврале 1814 года Гофман рассорился с Секондой, был уволен из театра и в течение нескольких месяцев оставался без средств к существованию, пока по протекции друга юности Теодора Гиппеля не получил чиновничью должность в Берлине в сентябре 1814 года: «свободный художник» Э. Т. А. Гофман, вошедший в мировую литературу как создатель сказки «Золотой горшок», капитулировал перед материальной нуждой.
Из заметок писателя известно, что он высоко оценивал свою работу за оригинальность идеи соединения сказки и реальности и в письме к Гиппелю в 1816 году даже опасался, что такого, как «Золотой горшок» ему уже не написать. Работа над «Золотым горшком» доставила Гофману большое удовольствие, он даже продолжил игру с её персонажами в письмах и рисунках. 24 марта 1814 года он писал Кунцу, что разложил пасьянс, но тут в его дверь постучал конректор Паульман с рекомендациями от надворного советника Геербранда. Автору «Ундины» Фридриху де Ла мотт Фуке Гофман отправил 27 декабря 1814 года сообщение с рекомендациями для очень странного молодого человека Ансельма, если тот у него появится, и советовал обратить внимание на архивариуса Линдгорста, если тот коршуном пролетит над его дворцом в Ненхаузене, а Серпентина сама умеет очаровать. На «Кунцевой схеме» с аксонометрической проекцией обстановки собственной квартиры на Жандарменмаркте Гофман изобразил в левом верхнем углу бегущего в огромных дымных облаках студента Ансельма, тщетно извивающуюся ему вслед змейку Серпентину и конректора Паульмана, важно вышагивающего к Французскому собору с треуголкой подмышкой.

## Художественные особенности

### Двоемирие
В «Золотом горшке», сказке из новых времён, Э. Т. А. Гофман создаёт иронично разрушаемую утопию эстетического существования, выступающую контрпроектом его собственной банально стеснённой безрадостной жизни в ограниченном современном мире. Центральный персонаж сказки — своего рода Счастливый Ганс, одарённый воображением, но преследуемый невезением и совершенно не приспособленный к жизни студент Ансельм, который в прямом и переносном смысле постоянно набивает шишки в педантично устроенном бюргерском мире и в довершение оказывается вовлечённым в сложный любовный треугольник. Он влюбляется сразу в двух юных девушек: таинственную принцессу-змейку Серпентину Линдгорст и милую, но недалёкую дочь конректора Веронику Паульман. Гофман хитроумно зашифровывал в сказке собственное шаткое положение между влечением к искусству и необходимостью зарабатывать на жизнь и наделил главного героя странной особенностью видеть волшебное в будничном. Как следствие, рассказчику потребовалась новая концепция сказочного волшебства в правдоподобном слиянии чудес и эмпирически проверенной «настоящей» реальности.
При радикальном упрощении фабулы «Золотой горшок» обнаруживает описанную Е. М. Мелетинским на основе «Морфологии сказки» В. Я. Проппа триаду базовой структуры. Во-первых, торговка яблоками с Чёрных ворот выступает в роли «вредителя» и создаёт помеху в упорядоченном до этого мире, что запускает действие в сказке. Во-вторых, герой Ансельм находит волшебного помощника в лице архивариуса Линдгорста и адекватно реагирует на помеху. В-третьих, Ансельм и Серпентина покидают ограниченный мещанский мир, а Вероника получает желанного «надворного советника», тем самым порядок в мире восстанавливается. Структуралистская модель не может отразить виртуозности и неисчерпаемого богатства фантазии в построении структуры «Золотого горшка».
Гофман лукаво перевернул с ног на голову классический финал сказок со свадьбой. Хотя Ансельм и женится на принцессе, но его свадьба выглядит пародией на традиционный сказочный хэппи-энд. Ансельм как жених не пережил приключений и испытаний, чтобы с полученным опытом подойти к новой важной жизненной задаче, и его бракосочетание относится к сюжету тайных знаний с таинственным уходом героя в неизвестность. Вместо создания семьи и восхождения на трон с переходом в образ отца, Ансельм сбегает от безрадостных будничных задач в Атлантиду, в собственноручно созданный мир поэтических грёз. В отличие от «одномерных» героев народных сказок студент Ансельм выглядит сложным персонажем и вполне «современным» героем сказки. По ходу действия он осознаёт свое предназначение, проходит взлёты и падения процесса обучения, переживает убедительный с точки зрения психологии и социологии конфликт искусства с мещанством и вырастает из копииста в поэты. Такая психологизация и индивидуализация героя позволили автору решить техническую задачу повествования, проистекавшую из концепции «реалистической сказки»: в образе Ансельма соединяются замкнутое внутри себя действие в Дрездене и повествование об Атлантиде, ведущее в вечную утопию.
С лёгкой руки В. М. Жирмунского на примере амбивалентного мира сказочных новелл романтика Гофмана в русском литературоведении в 1921 году был введён термин «двоемирие». Классическое романтическое двоемирие прекрасного и недостижимого идеала и мелкой и убогой действительности в «сказке из новых времён» Гофман по-новаторски видоизменил реалистическими тенденциями и придал ему метафизический характер. Романтико-реалистическое двоемирие в «Золотом горшке» прослеживается в разных чертах, выражающихся в сопоставлении индивидуального и общественного, материального и духовного, природного и человеческого, трансцендентального и посюстороннего, свободы и неволи.
Секрет уникального слияния современной действительности с чудесным миром, поднимающимся из Атлантиды, которое с никогда более недостижимым совершенством удалось в «Золотом горшке» Гофману, таится в тонко сбалансированной амбивалентности не только структуры повествования, но и круга персонажей и места действия. Двуликий мир сказки увлекает читателя вслед за главным героем Ансельмом в игру-обманку, в которой от начала повествования до его открытого конца сложно определить, где заканчивается знакомая эмпирическая реальность и начинается волшебство.

### Бинарная оппозиция персонажей
Круг персонажей «Золотого горшка» в классической бинарной оппозиции структурируется через вражду двух стихийных духов — огня и земли, архивариуса Линдгорста и торговки яблоками, за которыми группируются основные действующие лица сказки. Противостояние духов Гофман с юмором обосновывает мифологической генеалогией Атлантиды. В древние мифические времена Линдгорст, князь саламандров, сын Фосфора и огненной лилии, дух огня в необузданной страсти сжёг в своих объятиях возлюбленную зелёную змейку, дочь огненной лилии, оставившую ему трёх змеек-дочерей. Обезумев от такой потери, он уничтожил райский сад и в наказание за это был изгнан к земным духам. Торговка яблоками — земной дух, олицетворение хтонических сил, плод любви упавшего на землю пера чёрного дракона со свекловицей. Как и архивариус-саламандр Линдгорст, она имеет второе обличье — ведьмы, с удовольствием занимающейся сводничеством. Двойные образы Линдгорста и торговки яблоками, своеобразная помесь бюргера с демоном в стиле Гофмана и Калло, выполняют сказочные функции «помощников» и «вредителей», амбивалентность реальных и магических аспектов их личностей позволяет автору реализовать идею волшебства, открывая в будничном Дрездене портал в альтернативную реальность волшебного мира.
Неуклюжий студент Ансельм, которому не подходит ни его костюм, ни его окружение, блуждает между мирами бюргеров и духов. В порывистости, роднящей его со стихийными духами, он в прямом и переносном смысле сбивает все углы степенного и упорядоченного во времени бюргерского мира, в котором филистеры без лишних эмоциональных затрат ведут неторопливую жизнь, как если бы у них впереди была вечность, но едва доживают до шестидесяти. В другом мире бессмертные духи, напротив, преследуют свои цели деловито и до изнеможения, как будто им предстоит отчитываться за каждую минуту жизни. Ансельм, расположенный благодаря своей моторике и поэтической душе к миру духов, инстинктивно улавливает таинственность эксцентричного Линдгорста и постепенно познаёт фантастические черты его двойного образа, скрытые от других дрезденцев.
Регистратор Геербранд, конректор Паульман и странный доктор Экштейн остаются филистерами, которые своими разумными аргументами создают весёлый контрапункт волшебному миру. Лишь Ансельм преображается благодаря столкновению с магической и мифической стороной амбивалентной реальности. Коррекция, которую он вынужден произвести в интерпретации окружающей его действительности, относятся к процессу сенсибилизации, который в конечном итоге приведёт его к восприятию мира как романтического гезамткунстверка. С другой стороны, фантастические переживания Ансельма могут быть плодом иллюзии, тем самым сохраняется ироническая дистанция к волшебному миру. Даже рассказчик, появившийся в последней вигилии для того, чтобы завершить действие мистической свадьбой Ансельма и Серпентины, воспринимается ненадёжным свидетелем, поскольку находится под действием пунша Иоганнеса Крейслера.

### Место действия

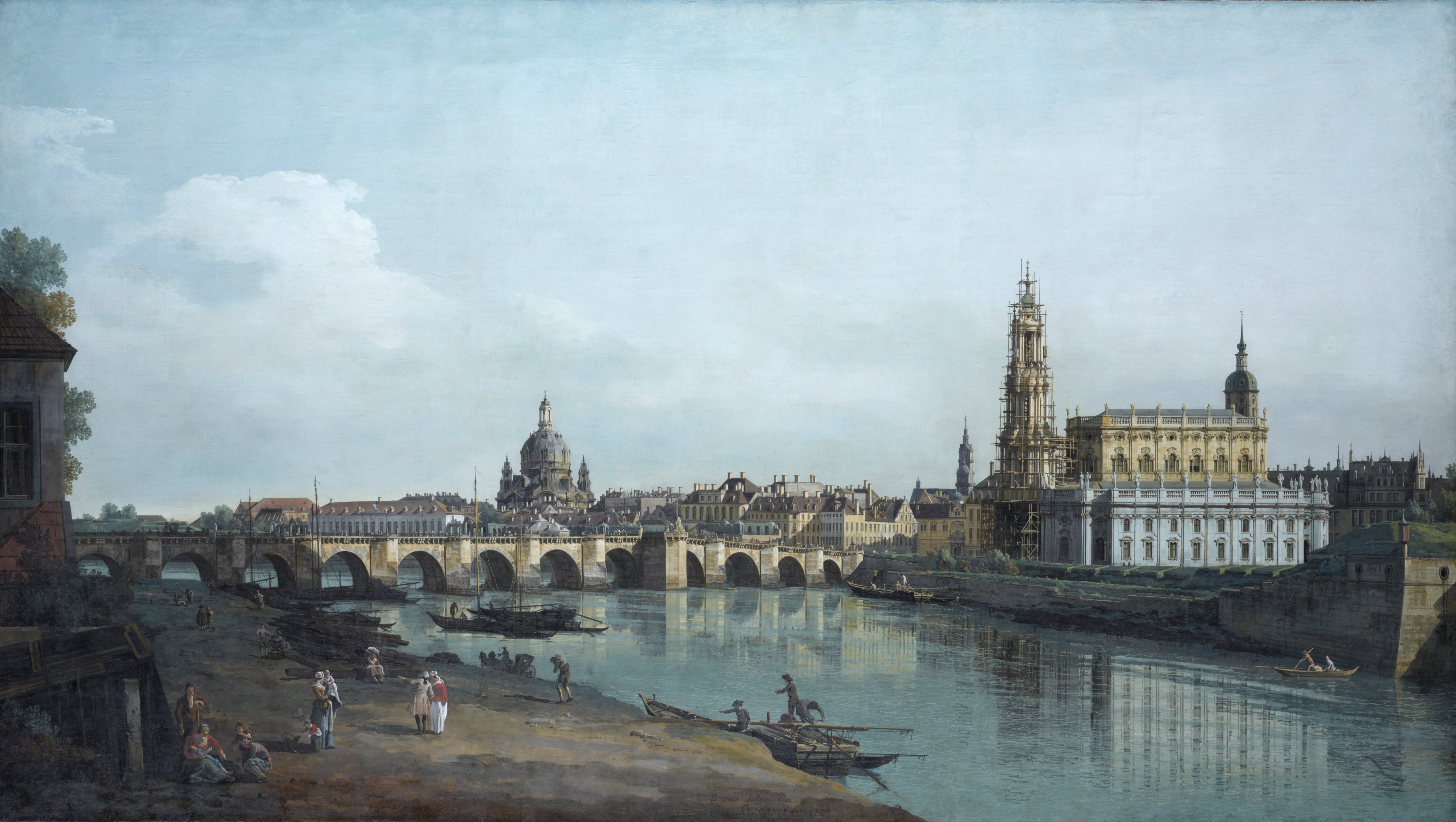
Каналетто. Вид на Дрезден с правого берега Эльбы перед Аугустусбрюкке. 1748

Действие «Золотого горшка» разворачивается исключительно в Дрездене в современное Гофману время, что даёт некоторым исследователям повод трактовать его технику повествования как реалистическую. Тем не менее, Гофман не описывает обстановку событий предметно, он даже не останавливается на описании столь характерного для Дрездена вида Эльбы, которым восторгался ещё Каналетто, и ограничивается лишь указанием городских мест, а читатель волен дорисовать обстоятельства происходящего, пользуясь собственным воображением или имеющимися знаниями местности. Особое место в ряду упоминаемых Линковых купален, Эльбского моста, Замковой улицы, лавки Конради, Озёрных ворот и Крестовой церкви занимают Чёрные ворота, выступающие не только задником сказочного действия, но и символом — как реквизитом, сигнализирующим о грядущем несчастье, так и порогом в колдовской мир, начавшийся со встречи с торговкой яблоками. Указание мест действия сказки без громоздких реалистических описаний позволило Гофману сохранить прозрачность, столь важную для амбивалентной реальности сказки, и одновременно предложить фикцию проверяемой топографии и отойти от неопределённости «некоторого царства», присущей народным сказкам.
Интерьеры бюргерской среды представлены в сказке практически только квартирой Паульмана начиная с музыкального вечера после фейерверков в Вознесение и заканчивая помолвкой Вероники 4 февраля. Но Гофман уделяет домашней обстановке Паульманов не больше внимания, чем городским пейзажам. О семейной идиллии в стиле бидермайер читатель может составить пластичное представление по предметам, с которыми обращаются действующие лица: фортепьяно, шкафчики, нотные тетради, чашки и кофейник. В амбивалентной реальности «Золотого горшка» в анклавах мифического мира интерьеры дворца Линдгорста и ведьминской кухни описаны точнее, чем неприметные фасады старого дома Линдгорста на отдалённой улице у Крестовой церкви и маленького красного домика Лизы Рауэрин на узкой улице у Озёрных ворот. Чудесный дворец Линдгорста читатель видит глазами Ансельма, его описание начинается с многочисленных красивых дверей, но, в отличие от традиционной для сказок схемы, герою сказки Ансельму не требуется открыть тайную дверь, чтобы проникнуть в волшебный мир. Он проявляется в том, что впечатления героя среди кипарисов, мраморных бассейнов и хрустальных лучей в чашечках лилий начинают перетекать из реального в иллюзорное: то ли поэтическая душа бедного студента превратила роскошный зимний сад богатого чудака в волшебный дворец, то ли от невиданной роскоши крупного буржуа не выдержала психика представителя более низкого сословия. Другой анклав — комната ведьмы показана в сказке из перспективы Вероники, её органы чувств воспринимают окружающий мир оценочно: отвратительные чучела животных, необыкновенная посуда, летучие мыши с искаженными смеющимися человеческими лицами, но и тут Гофман оставляет читателю вместо конкретного представления пространства лишь динамически описанную атмосферу томительного страха из мерцания огня, шума и резких пронзительных воплей. Очарование пространственного воображения Гофмана в «Золотом горшке» обеспечивается удивительной сменой перспектив повествования, причудливым смешением реальных и фантастических элементов и амбивалентностью, которая оставляет читателя в неведении: действительно ли происходили чудеса или герой сказки пал жертвой обмана чувств.

### Время действия
Э. Т. А. Гофман играет в амбивалентном сказочном мире «Золотого горшка» не только с местом действия, но и со временем. На первый взгляд действие сказки с немецкой добросовестностью и педантичностью подчиняется стрелке часов и церковному календарю, начавшись по бою часов на башне дрезденской церкви в Вознесение, пришедшееся на четверг. День аккуратно разделяется на дело и потеху, даже у двойственных персонажей: ведьме приходится торговать после обеда яблоками, строгий отец Линдгорст зовёт домой дочерей, которые по его мнению уже довольно погрелись и напелись. Ансельм приходит работать к Линдгорсту ровно в двенадцать, ровно в три его зовут обедать, ровно в шесть архивариус приходит проверить его работу и наказывает явиться на следующий день ровно в двенадцать. В двадцати пяти сценах, как будто бы имеющих точное указание времени и места, развёртывается бюргерская компонента действия сказки. Она завершается 4 февраля, в именины Вероники её помолвкой.
Как кажется, время прочно и последовательно структурирует сказку, но оно образует в «Золотом горшке» лишь тончайшую сеть, удерживающую сказочное действие. Как и персонажи, и пространство, время обнаруживает амбивалентность: полночь и сумерки хотя и указывают на определённое время суток, но считаются магическим временем, принадлежащим волшебному миру. Гофман не только разрывает трёхмерное пространство и сбрасывает на него миф в качестве четвёртого измерения, но и пускается в игры с размеренным и последовательным временем бюргерского Дрездена. Миф доводит его до абсурда: в первой из трёх его рассказанных частей современная история любовного треугольника между Ансельмом, Вероникой и Серпентиной соотносится со случившейся в стародавние времена трагической любовью Фосфора с огненной лилией. Прошлое переходит во второй части мифа в рассказанную Серпентиной и продолжающуюся в настоящем времени историю взаимоотношений между Ансельмом, Линдгорстом и торговкой яблоками. Если бюргерская компонента времени в сказке завершается помолвкой Вероники при столкновении с магически-мифическим временным уровнем, то мифическое время оказывается бесконечным, как следует из третьей его части об Атлантиде в эпилоге.

### Романтическая ирония
В «Золотом горшке» автор четырежды по ходу повествования обращается от первого лица напрямую к «благосклонному читателю», чтобы подстегнуть его фантазию или призвать его непосредственно к участию в творческом процессе. Для этого Гофман развивает одну из повествовательных техник романтической иронии, именуемой «искусством многократно меняющего перспективу повествования» — «знания о корреляции автора, произведения и читателя», применявшегося до него Лоренсом Стерном и Жан Полем. Автор намеренно раскрывает иллюзорный характер повествования, чтобы средствами юмористического романа разоблачить фикцию изображённого в сказке мира.
Сначала в четвёртой вигилии рассказчик призывает читателя почувствовать состояние главного героя, вспомнив ситуации из собственного жизненного опыта, когда человека терзают мучительные и тёмные неудовольствие, томление и отрешённость. Затем в седьмой вигилии Гофман привлекает читателя персонажем самой сказки, который мог бы изменить её ход, если бы проезжал ночью по той самой дороге в Дрезден мимо Вероники и колдующей над котлом ведьмы. В десятой вигилии автор предлагает читателю представить себе мучения Ансельма в стекле, и они оказываются хорошо знакомыми Гофману симптомами сильного похмелья — приступами удушья, нарушениями кровообращения и цветовыми галлюцинациями. В двенадцатой вигилии Гофман выводит фикцию повествования на невиданную прежде высоту: рассказчик жалуется читателю на творческие мучения в сочинении сказки, но внезапно сам становится её героем, приняв помощь и приглашение в гости от Линдгорста. Архивариус превращается в своеобразного «духа алкоголя» и исчезает в бокале пунша, чтобы охмелевший автор смог увидеть новую счастливую жизнь Ансельма в его имении в Атлантиде и закончить своё сочинение. Финальная сцена «Золотого горшка» выводит процесс творчества на уровень самостоятельного действия в сказке и посредством аллегории намекает на суть поэтического искусства, состоящую в преображении, которое начинается с погружением Линдгорста в волшебный пунш, а видения Атлантиды являются проявлениями поэзии. В завершение Линдгорст ещё раз нарушают иллюзию, похлопав автора по плечу, и провозглашает поэтическое искусство духовной собственностью записывающего сказку поэта.
Из романтической иронии, которая как «игра в игре» или «фикция фикции» раз за разом нарушает дистанцию повествования и стремится к странному сговору с «осведомлённым» читателем, Гофман дистиллирует амбивалентности, которые вводят волшебный мир в эмпирическую действительность Дрездена. Для достижения этих целей Гофман чередует всезнание аукториальной позиции повествователя и полноту власти над персонажами. Амбивалентности призваны легитимировать волшебный мир как оборотную сторону реальности, поэтому Гофман помещает каждое событие на пересечении двух видений, двух перспектив. Приводящие в замешательство смены направления повествования и внезапные смещения его перспектив образуют амбивалентность всего повествования, дуализм описанного мира «Золотого горшка». Окружающий Ансельма мир предстаёт читателю из его перспективы — персонажной, акториальной, её «фокус» варьируется с каждой сменой места нахождения повествователя. Ансельм видит Линдгорста каждый раз иным и по-новому, а в его впечатлениях о доме архивариуса смешались сон и реальность. Читатель воспринимает интерьеры не статично, а во флуктуациях, вызванных чувствительностью героя в его становлении поэтом-романтиком.

### Кинематографичность повествования
В заявленной в подзаголовке «современной» сказке Гофман отказался от привычного для народных сказок зачина «жили-были» и в шести вигилиях начинал действие без какого-либо вступления, непосредственно in medias res. При этом читатель оказывается зрителем в театре, перед ним на сцене выступают актёры. Сначала читатели слышат речь персонажей, и лишь потом Гофман представляет им говоривших. Повествователь демонстрирует хорошо продуманную драматическую режиссуру и применяет эффектный приём управления взглядом читателя, который как будто бы смотрит через видоискатель кинокамеры. Вторая вигилия начинается с недовольного возгласа «почтенной горожанки»: «А господин-то, должно быть, не в своем уме!», третья — с декламации князя духов: «Дух взирал на воды». Пятую и одиннадцатую вигилии открывают диалоги Паульмана и Геербранда с реплик конректора: сначала он сокрушается о том, что «с Ансельмом ничего не поделаешь», а затем вопрошает у регистратора, «как это нам вчера проклятый пунш мог до такой степени отуманить головы и довести пас до таких излишеств?». Шестая вигилия начинается с оформленных монологом рассуждений Ансельма «Но может быть и то», а седьмая — с семейной идиллии в стиле бидермайер «А пора и на покой».
Повествовательное управление взглядом читателя, предвосхитившее наезд кинокамеры, обнаруживается в драматической сцене, открывающей повествование. После неловкого инцидента с корзиной яблок у Чёрных ворот вокруг героя собирается толпа из торговок, уличных мальчишек и прохожих. Когда Ансельму удаётся выскочить из плотного людского кольца, за убегающим студентом по аллее до Линковых купален следует как будто с кинокамерой всезнающий рассказчик. Точно выверенная раскадровка структурирует и сцену первой встречи Ансельма с волшебным миром под бузиной. Странные шелест и шуршанье, смешавшиеся с трезвоном хрустальных колокольчиков, яснеют в понятные слова и заставляют героя посмотреть наверх, в направлении, откуда исходят звуки. Шокированный, он убеждается в том, что чётко видит трёх змеек. Затем чёткое зрение превращается в острое: широкая панорама Эльбы исчезает, диафрагма объектива кинокамеры сужается и концентрируется на крупном плане — взгляд Ансельма фиксируется на паре глаз Серпентины.

### Магия зеркала и символизм хрусталя
Зеркало способно искажать перспективу видимого мира и вводить в трансовое состояние, оно издавна обрело в народных суевериях магическую силу, что нашло отражение в сказках, мифах, магнетизме, поэзии, живописи и кинематографе. В «Золотом горшке» символ зеркала выступает почти что лейтмотивом. Фантазия Гофмана предвосхитила тотальный язык телевидения и нашла приёмы описания, позволявшие читателю со всей конкретностью вообразить фантастическое действие. В четвёртой вигилии, когда Ансельм наконец встретился с архивариусом один на один, он внезапно чувствует, что «бузинный куст, стена и лужайка и все предметы кругом начали слегка вертеться», и это круговое движение вместе с ним погружается читатель. Возникший «оптический вакуум» концентрирует взгляд на изумруде, украшающем перстень на левой руке Линдгорста. Загипнотизированный Ансельм не отводит глаз от сверкающих в драгоценном камне удивительных искр и огней: исходящие во все стороны лучи сложились в блестящее хрустальное зеркало, в котором магически отразились три танцующих под «дивные аккорды хрустальных колокольчиков» зелёные змейки. Средняя из них, Серпентина, даже «с тоскою и желанием» тянула к зеркалу свою головку. Линдгорст быстро дует на зеркало, чтобы выключить его буквально как экран телевизора. Функцией телевидения обладает и магический реквизит торговки с Чёрных ворот — металлическое зеркало, которое она отливает для своей подопечной Вероники Паульман; оно также служит инструментом магнетического воздействия на чувства Ансельма. И золотой горшок, за который борются протагонисты сказки, больше, чем просто дорогостоящий цветочный горшок: земной дух в Атлантиде вылощил его лучами алмаза, превратив в магическое зеркало, в блеске которого «ослепительно-чудесно отражается великолепное царство», находящееся «в созвучии со всею природою».
С мотивом магического зеркала в «Золотом горшке» тесно переплетается символизм хрусталя, которому досталась центральная волшебная роль в более поздних сказках Э. Т. А. Гофмана «Принцесса Брамбилла» и «Повелитель блох». В «Золотом горшке» цветы под бузиной на Эльбе звенят как хрустальные колокольчики, трезвон ясных хрустальных колокольчиков сопровождает появление на её ветвях трёх змеек, грациозные аккорды хрустальных колокольчиков звучат, когда Ансельм смотрит в чудные глаза Серпентины, они обрываются резким диссонансом от грубого густого голоса Линдгорста. Хрустальные звуки, сопровождающие золотисто-зелёных змеек, предположительно цитируют глокеншпиль Папагено, но змейки не носят колокольчиков на себе, «чудные хрустальные звуки» сверкают в изгибах их стройных тел, потрескивающих зелёным огоньком. В зимнем саду Линдгорста хрустальные лучи с плеском ниспадают в блестящие чашечки лилий, с хрустальным колокольчиком сравнивает голос Вероники Геербранд. С помощью метонимии прозрачно ясный хрусталь у Гофмана приобретает амбивалентные противоречия не только ясного, понятного, звенящего и искрящегося, но и твёрдого, холодного, режущего и диссонирующего. В фантастической минералогии «Золотого горшка» хрусталь образуется из отвердевших в ледяную массу огненных потоков. С хрусталём связан в сказке мотив проклятия: в оригинале у Гофмана торговка яблоками у Чёрных ворот предрекает Ансельму непонятное «скорое попадание в хрусталь» (нем. ins Kristall bald dein Fall), которое раскрывается в девятой вигилии, когда за предательство волшебного мира студент оказывается закупоренным в хрустальной бутыли. Состояние заточённого в экстравагантных хрустальных застенках и обездвиженного студента в «ослепительном блеске», «лучистых радужных красках», где «всё дрожит, колеблется и грохочет в сиянии», сходно с паранойей, о которой Гофману было известно из современной ему психиатрической литературы. В изображении волшебства писатель не отступает от сказочных традиций: тюрьма Ансельма, как и стеклянный гроб Белоснежки или замок Спящей красавицы, — метафора, позволяющая развернуть наружу внутреннее состояние героя во время трудного кризиса идентичности или зрелости, чтобы заключить его в чётко очерченный вещественный символ. В оригинале Гофман намеренно употребляет слово «стекло» в описании физических и душевных страданий Ансельма в хрустальной бутыли, когда его «мысли ударялись о стекло, оглушая его резкими, неприятными звуками». По мысли Гофмана, «неэлементарное» стекло, в отличие от рождённого в глубинах земли и времени хрусталя, имеет искусственное происхождение, оно менее ценно и может обладать вредными свойствами. Тем самым, бутыли Ансельма так же присуща амбивалентность, как и героям сказки, местам её действия, происходящим в ней событиям и действиям: тюрьма Ансельма, где он делает выбор между солидным бюргерством и сомнительным существованием поэта, стеклянная, то есть бюргерская, и хрустальная, то есть волшебная, одновременно.

## Послание
Главный образ врага для Гофмана, универсального художника с достаточно элитарным чувством собственного достоинства, — филистеры. К этой партии в «Золотом горшке» помимо Паульмана и других возвращающихся с прогулки по Эльбе относятся ученики Крестовой школы и писцы-практиканты, прожигающие жизнь в пивных на специесталеры, полученные от архивариуса, не понимая, что отбывают срок в жалкой повседневности. В отличие от них главный герой сказки Ансельм, наполненный прекрасными и мучительными впечатлениями от волшебного мира, спустя десять вигилий наконец ощутил угнетающую тесноту мелкобуржуазного существования, о которой на момент начала повествования он никак не подозревал.
Для Ансельма, предположительно студента юридического факультета, провести Вознесение в Линковых купальнях — наивысшее наслаждение. Во времена Гофмана Линковы купальни, популярное у дрезденцев направление загородных прогулок, представляли собой садовый ресторан под сенью листвы высоких лип, откуда открывался великолепный вид на пойму Эльбы. Молодые элегантно одетые столичные жители приезжали туда в выходные и праздничные дни на концерт, и Ансельм страстно мечтал о том, чтобы оказаться среди них: слушать модную музыку в обществе нарядных девушек, оттачивать уверенность манер общения и кутить в рамках возможного в его стеснённых материальных обстоятельствах, даже заказывать «полпорции кофе с ромом и до бутылки двойного пива». Вызывающий сострадание Ансельм, на студенческом жаргоне «тминный турок» из Зале, к тому же, по собственному признанию, редкий неудачник. Его «блаженные грёзы о будущем счастье» простираются не дальше карьеры чиновника средней руки с амбициями получить звание коллежского секретаря. Ради становления карьеры он готов подстроиться под критерии авторитетных функционеров от чиновничества. Молодой романтический поэт, в финале сказки уходящий из обыденности в Атлантиду, в её начале, чтобы на собеседовании понравиться тайному советнику, прикрепляет к волосам косицу — осмеянный романтиками символ реакционного абсолютистского государства. Лишь загадочные, чудесные и одновременно пугающие проявления волшебства резко вырывают его из привычного жизненного круга и отлучают от товарищей по мелкобуржуазному сословию.
Круг друзей Ансельма, сложившийся вокруг конректора Паульмана и его двоих дочерей, ценит молодого человека за его задатки, но с тревогой замечает, что интеллигентный паренёк, вопреки «лучшим познаниям в науках», «ничем не хочет заняться» и соответственно не сделает карьеры. Этот круг действующих лиц Э. Т. А. Гофман выделяет особо, он использует для этого технику карикатуры, которая несколькими точными штрихами попадает в самую суть. По примеру «Тысячи и одной ночи», с которыми отчётливо соотносится его поэтология реалистической сказки, Гофман определяет персонажам чётко «бюргерские» профессии, тем самым обозначая их принадлежность к тому среднему слою общества, который в современную писателю эпоху переживал особую социальную динамику. Речь идёт о части достаточно однородной образованной элиты, складывавшейся в Пруссии с середины XVIII века и включавшей государственных чиновников, преподавателей высшей школы и учителей гимназий, врачей, евангелических священников и представителей других свободных профессий высокого уровня. Их объединяла общая черта: эти мужчины занимали свои посты не в силу привилегий от рождения, а скорее благодаря успешно завершённому академическому образованию и продемонстрированным специальным профессиональным умениям. Такой карьерный путь из мелкобуржуазного окружения через университет в чиновничью среду рационально организованного просвещённого управленческого государства мог бы пройти главный герой «Золотого горшка».
От ликвидации неграмотности, волной катившейся по всей Центральной Европе за Просвещением, неся презренным прежде слоям общества взыскательную культуру чтения и письма, зависит профессиональное будущее не только Ансельма, но и учителя гимназии Паульмана, специалиста по классической филологии. Должность конректора, то есть заместителя директора гимназии, — значимая ступень в чиновничьей иерархии, позволяющая его тщеславной дочери Веронике претендовать впоследствии на ещё более высокое место в обществе в ранге госпожи надворной советницы с соответствующим уровнем благосостояния. По карьерной лестнице поднимаются и чудаковатый, немногословный доктор Экштейн, и «регистратор» Геербранд, который, в отличие от Ансельма, по ходу действия действительно добивается столь желаемого Вероникой повышения. Особняком стоит состоятельный крупный буржуа Линдгорст, по профессии почтеннейший королевский тайный архивариус, но вызывающий в обществе подозрения за всякого рода сомнительные занятия химией в свободное от службы время.
Описанные персонажи сказки в свободное время занимаются разнообразными, типично мелкобуржуазными видами деятельности: никоим образом не вызывающая антипатии, но достаточно заурядная семья Паульман вместе с другом дома регистратором Геербрандом после праздника Вознесения в Линковых купальнях переправляется на лодке через Эльбу в Пирнаское предместье, чтобы устроить в доме Паульмана музыкальный вечер в стиле бидермайера. Звездой вечера становится дочь хозяина дома, которая под аккомпанемент студента за фортепьяно исполняет бравурную арию почитаемого в то время Карла Генриха Грауна, придворного капельмейстера Фридриха Великого. В другой сцене Ансельм в сопровождении регистратора Геербранда встречается в кофейне с архивариусом Линдгорстом, который в другу друзей рассказывает очевидные небылицы. И Ансельм, и Линдгорст прогуливаются по берегу Эльбы и знакомятся ближе, встретившись у таинственного куста бузины. Вероника с подругами за кофе ведёт разговоры о любви и матримониальных планах. После утренней прогулки Паульмана и Ансельма от Пирнаских ворот до дома Паульмана им сервируют скромный обед из супа и кофе, а вечер, который Ансельм проводит в компании Геербранда, заканчивается катастрофой. Жителей Дрездена в «Золотом горшке» видно только схематично на заднем плане, это «гуляющие», «глухой голос», «товарки», «шум весёлых гостей», «почтенная горожанка», «отец семейства», хихикающие девушки, «гребец», ученики крестовой школы и писцы. Их достаточно, чтобы показать, как Ансельм, неуклюжий, выпивший или помутившийся разумом аутсайдер, спотыкается на каждом шагу своей бюргерской жизни.
Указанные профессии персонажей сказки «студент», «регистратор», «конректор», «архивариус» или «доктор» дают представление о типичной для того времени сфере их труда, которую Гофман не описывает, но задействует в сказке через изысканно выполненную технику зеркального отражения особенностей речи и определённых черт менталитета. Ансельм использует характерные студенческие жаргонизмы «пользительный табак» или «тминный турок». Речь классического филолога Паульмана изобилует латинизмами и грецизмами, регистратор Геербранд изъясняется канцеляризмами и управленческими штампами, вежливость речевых оборотов Линдгорста покрыта архивной пылью, в конце сказки в письме к автору она превращается в блистательную пародию на напыщенный язык германского чиновничества.
За исключением экстравагантного стиля жизни царя духов Линдгорста и его дочери Серпентины, которые в конце концов укажут Ансельму выход в Атлантиду, обладающий поэтическим даром мелкобуржуазный герой Гофмана полностью окружён мелкобуржуазным менталитетом и довольствуется пошлыми радостями. Он курит трубку и изредка нюхает табак, он пьёт выдержанную водку и крепкое пиво, которое превращает благонравного, тихого Геербранда в задиристого выпивоху. Но уже после первых столкновений с волшебным миром Ансельм предчувствует, что «где-то и когда-то должно быть исполнено какое-то высокое, за круг всякого земного наслаждения переходящее желание». И пунш, сваренный из арака с несколькими лимонами и сахаром психоделический эликсир, выбивает почву реальности из под ног безыскусных душ, так что даже прозаичного Паульмана осеняет мысль о потусторонних мирах, и он болтает чушь о тех, чьё существование он отрицает.
Студент Ансельм вполне вписывается в скромные бюргерские рамки жизни, включающей как народные гулянья, рукоделие, домашнее музицирование, разговоры за кофе, так и трубка табака и стакан пива или пунша в весёлой компании, пока ему не предстало волшебство в образе трёх зеленовато-золотистых змеек. Тривиальный разум, который олицетворяют в первую очередь Паульман и Геербранд, тут же ополчается на него, и Ансельм, у которого сложилось другое, хотя и не уверенное впечатление от волшебного мира, начинается постепенно отдаляться от друзей-бюргеров. Именно в это время Вероника Паульман, «хорошенькая цветущая девушка шестнадцати лет», с длинными каштановыми волосами и тёмно-голубыми глазами, начинает проявлять интерес к неудачнику Ансельму. Её не особо смущают неловкость студента, который, несмотря на все старания выглядеть настоящим кавалером, наступил в единственную на пути лужу и забрызгал ей платье, или его бестактность, когда он возразил Геербранду, сравнившему её голосок с хрустальным колокольчиком. Вероника находит Ансельма привлекательным молодым человеком, хотя ему и не хватает, по мнению её отца, «рассудка», чтобы продвигаться по карьере. Привлекательность Ансельма в глазах Вероники усиливается, когда, по словам Геербранда, благодаря широким связям королевского архивариуса Линдгорста, на которого работает студент, ему открывается перспектива получения звания надворного советника. К тому же, в общении с Линдгорстом Ансельм быстро усвоил светские манеры и стал достойным кандидатом в женихи в системе ценностей дочери конректора. В радужных мечтах она настолько вживается в роль госпожи надворной советницы, что уже не способна отличить их от серой действительности, и провоцирует протесты отца.
Вероника не готова довольствоваться девичьими мечтами и решается прояснить шансы Ансельма, обратившись по рекомендации подруги за советом к гадальщице с Озёрных ворот. Старуха оказывается той самой торговкой яблоками с Чёрных ворот и одновременно нянькой из детства Вероники, мудрой женщиной, знакомой со многими тайнами и к тому же враждующей с Линдгорстом. Вероника без раздумий соглашается принять помощь чёрной магии, чтобы завоевать мужчину, подходящего для реализации её честолюбивых планов. По мнению Франца Фюмана, привлекательная дочь конректора не только один из самых милых, нежных и цветущих девичьих образов в творчестве писателя, но и будничный ужас, от которого со всей самоочевидностью бросает в дрожь. Образ Вероники у Гофмана, в глазах Фюмана, олицетворяет самое страшное в человеке — умение бесцеремонно обесценить ближнего своего до средства достижения собственных целей, причём «в сфере прекрасных чувств»: она «подгоняет» гения под себя, чтобы он годился в качестве объекта её планов. Вероника интересуется не романтическим поэтом, который, ещё не признанный, прячется внутри незаметного и отвергаемого окружением студента, а потенциальным надворным советником, возможностью через расчётливый брак стать «госпожой надворной советницей», даже если за это придётся страдать. Симпатичная дочурка конректора из Пирнаского предместья в эпоху бидермайера думает только о социальном взлёте, феодальном титуле супруга и популярности в столичном обществе в качестве светской дамы со шляпками новейшего фасона, новыми турецкими шалями, элегантным неглиже и великолепными серёжками. Для привлекательных девушек на 1815 год выгодный брак был безальтернативным, если они не хотели остаться в старых девах, поэтому Вероника внушает себе, что любит Ансельма, она с завидной настойчивостью преследует его и даже рискует спасением души, обратившись к магии, хотя ведьма и сообщает ей о бесперспективности её намерения. В свою очередь ведьма пользуется тщеславной Вероникой, чтобы разрушить надежды Линдгорста на искупление и завладеть золотым горшком. Вероника без промедления реализует свой план при помощи магического зеркала и женских чар, и Ансельм изменяет своему призванию, пути к «жизни в поэзии», и перестаёт различать волшебный и реальный миры, Веронику и Серпентину. Чёрная магия и эротическая притягательность Вероники возвращают студента в повседневную жизнь и заставляют думать категориями филистерства. Только мучения в стекле, последовавшие в наказание за предательство, открывают ему глаза на невыносимость повседневности и банального брака, и под влиянием Серпентины он решается покинуть его ради эстетического существования, «жизни в поэзии». Вероника же оказывается отъявленной филистеркой, которая преподносит свой эгоизм с изысканнейшей позой, затмевающей его ужас. В одиннадцатой вигилии она без всякого стеснения между зеркалом и супником рассказывает историю любви к бесследно исчезнувшему Ансельму, влюблённому в более красивую и богатую зелёную змейку. Вероника признается в пакте с сатанинскими силами и торжественно отрекается от них, даёт подробные указания о том, как правильно уничтожить магическое зеркало, и клянётся быть верной и любящей женой внезапно, как по волшебству, объявившемуся новому жениху. Практичность остаётся при дочери конректора, ведь она достигнет намеченной цели и станет госпожой надворной советницей Геербранд.

## Переводы и адаптации
На русском языке «Золотой горшок» был впервые опубликован в 1839 году в журнале В. Г. Белинского «Московский наблюдатель». Владимир Соловьёв опубликовал свой перевод сказки в 1880 году в журнале «Огонёк».
Оперы по сказке Гофмана написали Вильгельм Петерсен (1938, поставлена 1941) и Эккехард Майер (1989). Это одна из трёх сказок Гофмана, которые легли в основу российского мультфильма «Гофманиада».